# Kiev Bandits
I Kiev Bandits sono stati una squadra di football americano di Kiev, in Ucraina; fondati nel 2008 come Kiev Vityaz, sono stati ridenominati Kiev Jets nel 2011, per poi divenire Kiev Bandits nel 2012. Hanno vinto 2 campionati ucraini.
Nel 2018 si sono fusi con i Kiev Bulldogs e i Kiev Rebels per dare origine ai i Kiev Capitals.

## Dettaglio stagioni

### Tornei nazionali

#### Campionato

##### NFAFU Viša Liga/ULAF Divizion A
| Stagione | regular season | regular season | regular season | regular season | regular season | regular season | playoff | playoff | playoff | playoff | playoff | playoff       | playoff              |
|          | Vin            | Par            | Per            | Tot            | PF             | PS             | Vin     | Per     | Tot     | PF      | PS      | risultato     | avversaria           |
| -------- | -------------- | -------------- | -------------- | -------------- | -------------- | -------------- | ------- | ------- | ------- | ------- | ------- | ------------- | -------------------- |
| 2015     | 5              | 0              | 1              | 6              | 276            | 106            | 1       | 1       | 2       | 43      | 52      | Finale        | Uzhgorod Lumberjacks |
| 2016     | 4              | 0              | 2              | 6              | 218            | 106            | 2       | 1       | 3       | 90      | 42      | Secondo posto | Minsk Zubrs          |
| 2017     | 4              | 1              | 1              | 6              | 106            | 73             | -       | -       | -       | -       | -       | Secondo posto | -                    |
| Totale   | 13             | 1              | 4              | 18             | 600            | 285            | 3       | 2       | 5       | 133     | 94      |               |                      |

Fonti: Enciclopedia del Football - A cura di Roberto Mezzetti

### Tornei internazionali

#### Eastern Cup
| Stagione | regular season | regular season | regular season | regular season | regular season | regular season | playoff | playoff | playoff | playoff | playoff | playoff      | playoff                     |
|          | Vin            | Par            | Per            | Tot            | PF             | PS             | Vin     | Per     | Tot     | PF      | PS      | risultato    | avversaria                  |
| -------- | -------------- | -------------- | -------------- | -------------- | -------------- | -------------- | ------- | ------- | ------- | ------- | ------- | ------------ | --------------------------- |
| 2010     | -              | -              | -              | -              | -              | -              | 0       | 2       | 2       | 0       | 70      | Quarto posto | Sankt Petersburg Neva Lions |
| Totale   | -              | -              | -              | -              | -              | -              | 0       | 2       | 2       | 0       | 70      |              |                             |

Fonti: Enciclopedia del Football - A cura di Roberto Mezzetti

## Palmarès
- 2 Campionati ucraini (2013, 2014)